# 内閣府特命担当大臣（「新しい公共」担当）
内閣府特命担当大臣（「新しい公共」担当）（ないかくふとくめいたんとうだいじん あたらしいこうきょうたんとう、英語: Minister of State for the New Public Commons）は、日本の廃止された国務大臣。内閣府特命担当大臣の一つである。「新しい公共」担当大臣と通称される。

## 概要

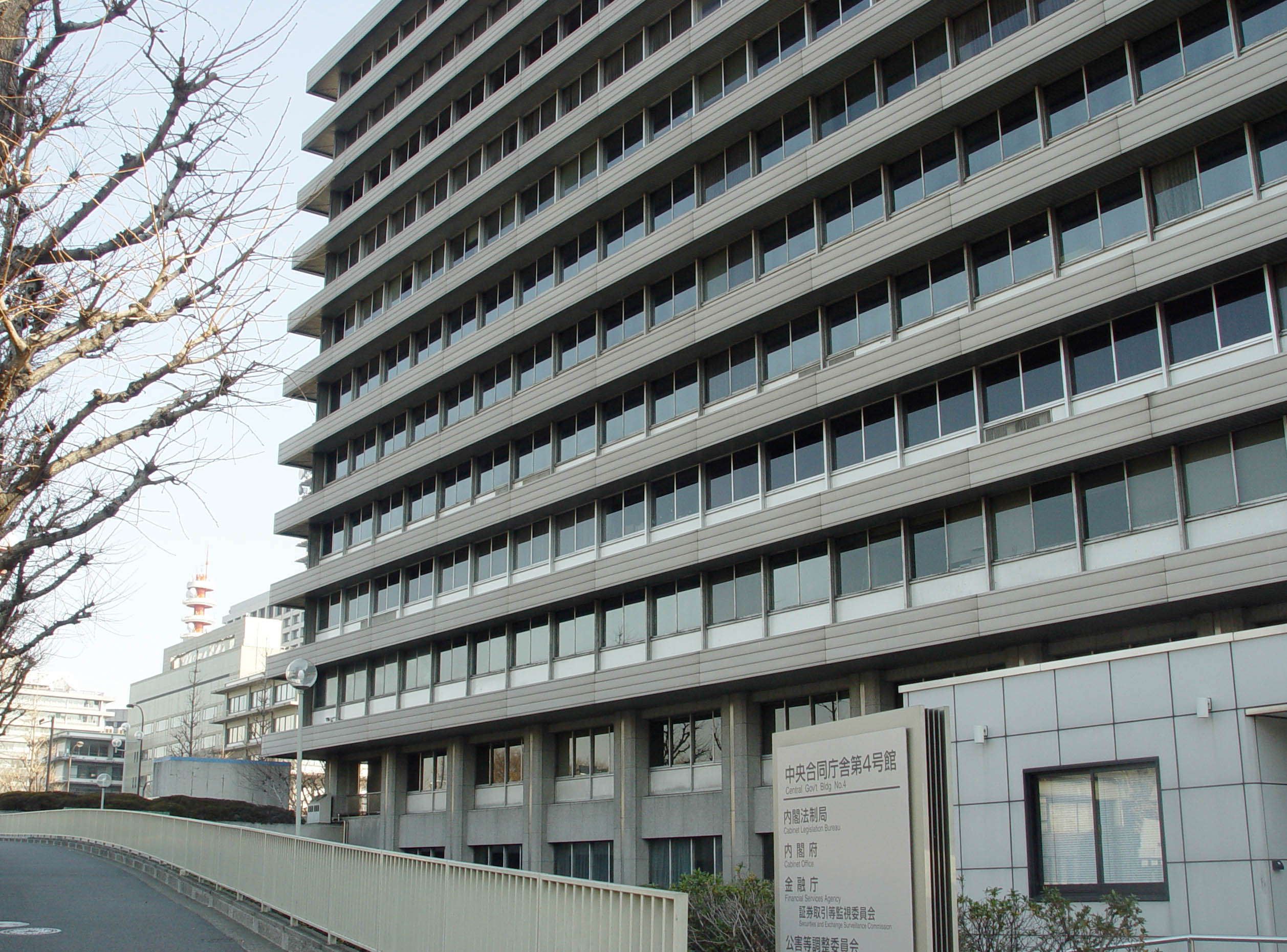
内閣府政策統括官（経済社会システム担当）が設置される中央合同庁舎第四号館

日本の内閣府に置かれた内閣府特命担当大臣の一つである。主として新しい公共に関わる行政を所管する国務大臣である。
内閣府にて新しい公共に関わる行政を司る組織としては、内部部局である内閣府政策統括官（経済社会システム担当）配下の組織などが挙げられる。内閣府特命担当大臣（「新しい公共」担当）は、これらの組織を担当する。また、内閣府が所管する懇談会として扱われる「新しい公共」推進会議や社会的責任に関する円卓会議なども担当する。
内閣府特命担当大臣のうち、沖縄及び北方対策担当、金融担当、消費者及び食品安全担当の3大臣は、内閣府設置法により必置とされている。それに対して、他の内閣府特命担当大臣は必置とはされておらず、担当する諸課題により柔軟に設置できる。そのため、政権により増減や変動があり、その役職名は必ずしも一致しない。なお、2010年に内閣府特命担当大臣（「新しい公共」担当）が設置されて以降、民主党歴代政権は一貫して新しい公共に関わる行政を担当する特命担当大臣を設置していた。
この内閣府特命担当大臣（「新しい公共」担当）に就任した者は、内閣総理大臣決定に基づき、「新しい公共」円卓会議の審議に出席する。また、この内閣府特命担当大臣（「新しい公共」担当）に就任した者は、内閣総理大臣決定に基づき、「新しい公共」推進会議の審議に出席する。
2012年12月、第2次安倍内閣の発足とともに廃止された。

## 沿革
2010年1月29日、内閣総理大臣の鳩山由紀夫は、第174回国会の施政方針演説にて新しい公共の推進を表明した。これを受け、内閣府政策統括官（経済社会システム担当）が、新しい公共に関する行政を所管することになった。それにともない、内閣府特命担当大臣（行政刷新担当）として入閣していた仙谷由人が、2010年2月10日付で内閣府特命担当大臣（行政刷新担当）を退任し内閣府特命担当大臣（「新しい公共」担当）に就任した。それ以来、自民党に再び政権が交代した2012年12月まで「内閣府特命担当大臣（「新しい公共」担当）」の職が継続して設置された。

## 名称
任命・補職は3段階で行われており、まず「国務大臣に任命する」との官記が出され、次いで当該の国務大臣に対して「内閣府特命担当大臣を命ずる」との辞令が出され、さらに当該の内閣府特命担当大臣に対して「『新しい公共』を担当させる」と命ぜられる。これらの辞令は『官報』に掲載されるため、その記載に基づき「内閣府特命担当大臣（『新しい公共』担当）」と表記される。なお、担当名に鍵括弧が含まれる特命担当大臣は、内閣府特命担当大臣（「新しい公共」担当）が唯一である。英語での呼称については「Minister of State for the New Public Commons」とされている。

## 歴代大臣
| 内閣府特命担当大臣（「新しい公共」担当） | 内閣府特命担当大臣（「新しい公共」担当） | 内閣府特命担当大臣（「新しい公共」担当） | 内閣府特命担当大臣（「新しい公共」担当） | 内閣府特命担当大臣（「新しい公共」担当） | 内閣府特命担当大臣（「新しい公共」担当） | 内閣府特命担当大臣（「新しい公共」担当） | 内閣府特命担当大臣（「新しい公共」担当） | 内閣府特命担当大臣（「新しい公共」担当） |
| 代                                       | 氏名                                     | 氏名                                     | 内閣                                     | 内閣                                     | 就任日                                   | 退任日                                   | 党派                                     | 備考                                     |
| ---------------------------------------- | ---------------------------------------- | ---------------------------------------- | ---------------------------------------- | ---------------------------------------- | ---------------------------------------- | ---------------------------------------- | ---------------------------------------- | ---------------------------------------- |
| 1                                        |                                          | 仙谷由人                                 | 鳩山由紀夫内閣                           | 鳩山由紀夫内閣                           | 2010年2月10日                            | 2010年6月8日                             | 民主党                                   |                                          |
| 2                                        |                                          | 玄葉光一郎                               | 菅直人内閣                               | 菅直人内閣                               | 2010年6月8日                             | 2011年9月2日                             | 民主党                                   |                                          |
| 2                                        |                                          | 玄葉光一郎                               | 第1次改造内閣                            | 留任                                     | 2010年6月8日                             | 2011年9月2日                             | 民主党                                   |                                          |
| 2                                        |                                          | 玄葉光一郎                               | 第2次改造内閣                            | 留任                                     | 2010年6月8日                             | 2011年9月2日                             | 民主党                                   |                                          |
| 3                                        |                                          | 村田蓮舫                                 | 野田内閣                                 | 野田内閣                                 | 2011年9月2日                             | 2012年1月13日                            | 民主党                                   |                                          |
| 4                                        |                                          | 岡田克也                                 |                                          | 第1次改造内閣                            | 2012年1月13日                            | 2012年2月10日                            | 民主党                                   |                                          |
| 5                                        |                                          | 中川正春                                 |                                          | 第1次改造内閣                            | 2012年2月10日                            | 2012年10月1日                            | 民主党                                   |                                          |
| 5                                        |                                          | 中川正春                                 | 第2次改造内閣                            | 留任                                     | 2012年2月10日                            | 2012年10月1日                            | 民主党                                   |                                          |
| 6                                        |                                          | 中塚一宏                                 |                                          | 第3次改造内閣                            | 2012年10月1日                            | 2012年12月26日                           | 民主党                                   |                                          |

- 内閣府特命担当大臣は複数名を任命することがあるため、通常は代数の表記は行わない。ただし、本表ではわかりやすさに配慮し、代数の欄を便宜上設けた。
- 辞令のある再任は就任日を記載し、辞令のない留任は就任日を記載しない。
- 党派の欄は、就任時、または、内閣発足時の所属政党を記載した。